# یواس‌اس کاسین (دی‌دی-۴۳)
یواس‌اس کاسین (دی‌دی-۴۳) (به انگلیسی: USS Cassin (DD-43)) یک کشتی بود که طول آن ۳۰۵ فوت ۳ اینچ (۹۳٫۰۴ متر) بود. این کشتی در سال ۱۹۱۳ ساخته شد.